# رناتو دی مانزانو
رناتو دی مانزانو (انگلیسی: Renato De Manzano; ۱۹ مارس ۱۹۰۷ – ۲۵ سپتامبر ۱۹۶۸) بازیکن فوتبال اهل ایتالیا بود.
از باشگاه‌هایی که در آن بازی کرده‌است می‌توان به باشگاه فوتبال اینتر میلان، باشگاه فوتبال اسپتزیا، باشگاه فوتبال کرمونزه، باشگاه فوتبال تریستیانا، باشگاه فوتبال آ.ث. میلان، و باشگاه فوتبال پالرمو اشاره کرد.